# 郡司
郡司（ぐんじ、こおりのつかさ）は、日本の律令制下において、律令国内の各郡を治める地方官である。中央官僚である国司の下で、郡の行政に当たり、その地の有力者が世襲的に任命された。
律令制開始時に、古代からの地方豪族は、その統治権（領主権）が中央国家へ収公された。彼らは、地方行政官（郡司）として古代からの氏族制に基づき村落に対する行政を任された。

## 概要
大化の改新により、日本に律令制が導入され、地方制度も整えられるようになった。大化5年（649年）頃、地方豪族である国造（くにのみやつこ）の「国」が廃止され、評が置かれて旧国造は、評造・評督などと呼ばれる地方官に任命された。（孝徳制評）
やがて、701年（大宝元年）に編纂された大宝令により、評が廃止されて郡が置かれ、郡司として大領・少領・主政・主帳の四等官に整備される。特に権限が強かった大領・少領のみを差して「郡領」とも言う。
中央の官人が任期制で派遣された国司とは異なり、郡司は、旧国造などの地方豪族が世襲的に任命され、任期のない終身官であった。更に養老律令の官位令には郡司が官位相当の対象とされておらず、更に公式令（52条）では郡司が職事官ではないことが明記されており、律令法に基づく制度でありながら実際には律令官制の体系には属さないという特殊な身分であった。
郡司は徴税権のみならず、保管、貢進、運用、班田の収受も任されるなど絶大な権限を有しており、律令制初期の地方行政は朝廷から派遣された国司と在地首長としての権威を保持していた郡司との二重構造による統治が行われていた。しかし、朝廷は郡の分割や郷の編入などで郡の再編を進め、豪族の勢力圏と切り離した行政単位としての郡の整備を進める。また、郡内に複数の豪族が拠点を置く場合は、持ち回りで郡司に任命するなど、特定の豪族が郡司を独占しないように配慮した。

## 律令制下の郡司
郡司の任免は式部省が管轄した。国司が推薦する郡司候補者は式部省に直接赴き、試問を受けて任命された。国司が推薦する者が必ずしも郡司に任命されるとは限らず、その地方の情勢で判断されることが多かった。
ただし、正員の郡司が任命されるまでの間、国司は臨時の郡司（擬任郡司）を任命することができた。正員の郡司が決まると、擬任郡司は自然に失職したが、後に国によっては国司が郡司を臨時に増員する権限を与えられ、臨時増員の郡司も擬任郡司と呼ぶ。
郡司任命に最も重要視されるのは令制上は個人の能力であったが、実際には譜第と呼ばれる候補者の氏・家の系譜経歴であった。ただし、三等以上の近親者が同時に同じ郡の郡司となることはできなかった。出雲国意宇郡では大領から主帳まで全て出雲臣氏が任命されている例もあるが、意宇郡、筑前国宗像郡のような神郡は例外とされた。また、郡司の子弟が若い頃に兵衛や帳内・資人として都で務め、行政処理の初歩を学んだり、中央における有力者との人脈形成が図られたりする事例もあり、それが個人の能力として評価される場合もあったと考えられる。
社会的側面としては、郡司は任地における伝統的権威とともに豊富な財力を有しており、“地方の有力豪族”として、貧農の救済など地方社会の秩序維持に努めた。政治的側面としては、“国司の下の地方官”としての意味合いが強く、立場上は国司よりも下であったが、徴税や軽い刑罰の執行など地方行政の実務を執り行っていたために、律令制の地方支配は、中央政府が郡司による地方社会の把握を媒介として成立していたと評価されている。
郡司は郡衙と呼ばれる役所で政務を執ったが、しばしば郡司に任命された豪族の私的居館が郡衙として用いられた。このような場合を特に郡家（ぐうけ・ぐんげ・こおげ）と呼ぶこともある。
郡司は、職田（しきでん）を支給され、子弟を国学 (律令制の教育機関)に進め、健児（こんでい）にするなど多くの特権を有した。職田は大領が6町、少領が4町、主政、主張が2町と国司より多かったが、禄や食封は無かった。
郡司層は馬を飼い、律令制下においても、古代から続く一定の武力を保持し、軍団においても軍毅や騎馬兵の出身母体だった。

## 律令制の終焉
律令制は平安時代より実質上の終焉が進み新たな体制へ移行した。郡司を務めた古代豪族は次第に没落し、古代村落も解体が進んだ。新たな在地有力者が現れ、郡司も勤めた。
軍団も廃止され、国内治安が悪化した。郡司層は武力を保持し、治安維持などで国司からの動員に応じたが、同時に郡司層は治安悪化も引き起こした（僦馬の党）。

### 郡司の消滅
朝廷の税収確保のため、国司の権限が強化された。これにともない地方官としての郡司の権限は縮小し国司権限に吸収され、郡司の徴税権、および主要な収入源であった出挙の権限も奪われた。各郡にあった正倉の管理も国司が行うようになった。郡司権限の縮小に伴い、郡衙・郡家も縮小・消滅していった。
そのため、それまで郡司を務めてきた地方豪族（郡司層）は、郡司ではなく、国司の権限を分掌する幹部地方公務員である在庁官人の役に就く者が増えた。さらに中世的な郡・郷・保・荘園が成立していく中で、名田経営を行う者が増えた（田堵）。また武力を保持することで、国司・軍事貴族と結びつき、追捕などの際に動員され役を担い、武士団が成立していった。
こうして地方官としての郡司は有名無実化していくが、中世に於いても、郡司・地方豪族の系統を引く武士が「郡司」を名乗っている例も散見できる他、一部の地区では職の一つとして細々と生き残っていった。

## 関連文献
- 磐下徹 『日本古代の郡司と天皇』吉川弘文館　2016年11月　ISBN　9784642046336、オンデマンド版　2024年10月　ISBN　978464274633
- 磐下徹 『郡司と天皇　地方豪族と古代国家(歴史文化ライブラリー）』 吉川弘文館　2022年9月　ISBN　9784642059572
- 森公章『古代郡司制度の研究』吉川弘文館　2000年2月　ISBN　9784642023467、オンデマンド版　2019年10月　ISBN　9784642723466
- 磯貝正義『郡司及び采女制度の研究』吉川弘文館　1978年3月　ISBN　、オンデマンド版　2013年2月　ISBN　9784642042253
- 中村順昭 『地方官人たちの古代史　律令国家を支えた人びと(歴史文化ライブラリー）』 吉川弘文館　2014年9月　ISBN　9784642057868